# Тайна двух океанов (фильм)
«Та́йна двух океа́нов» — советский двухсерийный фантастико-приключенческий фильм 1955—1956 годов режиссёра Константина Пипинашвили по мотивам одноимённого романа Григория Адамова. Производство ордена Ленина киностудии «Грузия-фильм».
Премьера фильма состоялась 25 марта 1957 года.

## Сюжет
В Атлантическом океане при загадочных обстоятельствах погибает советский теплоход «Арктика». Одновременно в Тихом океане взрывается французский теплоход «Виктуар». Экипажу новейшей секретной подводной лодки «Пионер» предстоит выяснить причины этих катастроф.
Подводная лодка обладает фантастическими для своего времени возможностями: уникальным водолазным снаряжением, батискафом со шлюзовой камерой для приёма водолазов, способностью перемещаться под водой со скоростью курьерского поезда, большой глубиной погружения и автономностью плавания, а также оружием, не имеющим аналогов. Враг Советского Союза, воздушный гимнаст цирка, убивает своего брата-близнеца, военного конструктора Горелова, и под его личиной проникает на подлодку получив должность главного корабельного механика. В заранее определённый момент лже-Горелов собирался покинуть борт лодки в скафандре и уничтожить её бомбой с часовым механизмом.
Сотрудники госбезопасности в СССР и на борту лодки расстраивают планы шпионов. Преследующему Горелова старшине Скворешне (майору госбезопасности) удаётся найти остров — автоматическую вражескую военную базу, которая запускает самонаводящиеся магнитные торпеды — и обезоружить врага.

## Отличия от романа
Сюжет фильма сильно отличается от романа.
- Если в книге «тайной» является сама подлодка «Пионер», то в фильме под ней подразумеваются загадочные взрывы в двух океанах.
- Завязка сюжета книги — переход «Пионера» из Ленинграда во Владивосток и столкновение французского парохода с айсбергом, случайным свидетелем которого стал экипаж лодки. В фильме пароход пустила на дно вражеская торпеда.
- Не было в книге и самой секретной военной базы на необитаемом острове.
- Экипаж подлодки исключительно мужской (в книге профессор Лордкипанидзе по совместительству ещё и корабельный врач), а в фильме появляются две женщины: военврач и радист.
- В книге механик Горелов является не подменышем, а настоящим предателем, которого шантажом (он скрыл наличие родственников за рубежом) и угрозами (в частности, жизни его невесты) принуждает к сотрудничеству японская разведка.
- В романе Адамова орудуют японские и американские милитаристы. В фильме враги не имеют национальной принадлежности.
- Важнейшим отличием фильма от романа является то, что один из главных персонажей — старшина Скворешня — в фильме является майором КГБ, внедрённым на «Пионер» втайне от экипажа. В самом романе даются намёки, что особистом является комиссар лодки.
- В романе Матвей Петрович Ивашёв является не музыкантом, а инженером, якутом, под личиной которого скрывается японский шпион императорского Главного Штаба капитан Маэда (роль в фильме М. Глузского, персонаж показан с явно азиатским гримом). В фильме Ивашёв напевает песенку «Олешки бегут, бегут, якута к счастью везут…».

## В главных ролях
- Сергей Столяров — Николай Борисович Воронцов, капитан 1-го ранга, командир подводной лодки «Пионер»
- Игорь Владимиров — Андрей Скворешня, старшина, водолаз подводной лодки «Пионер», майор КГБ под прикрытием
- Сергей Голованов — Горелов, лже-инженер-механик подводной лодки «Пионер», шпион, бывший артист цирка
- Пётр Соболевский — Пётр Мартынович Дружинин, капитан 2-го ранга, помощник командира подводной лодки «Пионер»
- Вахтанг Нинуа — Арсен Давидович Лордкипанидзе, профессор, ихтиолог
- Сергей Комаров — Андрей Николаевич, профессор, океанолог
- Антонина Максимова — Ольга Ивановна Быстрых, врач подводной лодки «Пионер»
- Леонид Пирогов — Иван Николаевич Быстрых, директор цирка, отец Ольги Быстрых
- Троадий Добротворский — Василий Иванович Базов, полковник госбезопасности
- Павел Луспекаев — Карцев, старший лейтенант госбезопасности
- Михаил Глузский — Матвей Петрович Ивашёв, музыкант, шпион
- Ирина Прейс — Сидорина, администратор гостиницы «Интурист» в Риге
- Игорь Бристоль — Павлик, сын капитана теплохода «Арктика»

## В эпизодах
- Даниил Славин — эпизод
- Михаил Минеев — акустик подводной лодки «Пионер»
- Пётр Морской — боцман подводной лодки «Пионер»
- Леонид Пирогов — сторож цирка
- Ирина Магалашвили — радист подводной лодки «Пионер»
- Караман Мгеладзе — член экипажа подводной лодки «Пионер»
- Игорь Балла — член экипажа подводной лодки «Пионер»
- Яков Трипольский — иностранный агент, изображён на поддельной фотографии (в титрах не указан)
- Кирилл Столяров — матрос (нет в титрах)

## Съёмочная группа
- Авторы сценария: Владимир Алексеев, Николай Рожков при участии Константина Пипинашвили
- Постановка и режиссура — Константин Пипинашвили
- Главный оператор — Феликс Высоцкий
- Художники-постановщики: Леонид Мамаладзе, Евгений Мачавариани
- Режиссёр — Г. Гуния
- Композитор — Алексей Мачавариани
- Звукооператор — Ростислав Лапинский
- Комбинированные съёмки — Рамировский
- Операторы: Франциск Семянников, Борис Буравлев, Александр Дигмелов
- Художники: Леонид Мамаладзе, Евгений Мачавариани
- Ассистенты режиссёра: Д. Хинтибидзе, М. Качарава, Тенгиз Магалашвили
- Ассистент по монтажу — Е. Бежанова
- Гримёр-художник — Т. Иващенко
- Художник по костюмам — Т. Кандат
- Ассистенты художника: Н. Манджгаладзе, М. Медников
- Ассистенты оператора: Георгий Челидзе, Игорь Амасийский, А. Алексеев, Александр Парадашвили
- Главный консультант — В. Брагин
- Консультанты: В. Богоров, Б. Карлов, А. Ширай
- Текст песен — Бориса Серебрякова
- Директор картины — Вахтанг Озиашвили

## Призы
Диплом за высокую технику производства и разработку научно-фантастического сюжета на МКФ в Дамаске (1956).

## Оценки фильма
Первоначально критики относились к фильму довольно пренебрежительно. В частности, специализировавшийся на научной фантастике критик В. С. Ревич назвал его «примитивным боевичком». Однако долговременный успех фильма у зрителей заставил изменить тон отзывов.
Киновед и кинокритик А. В. Фёдоров отметил, что «авторы экранизации добились своей главной цели — ощутимого зрительского успеха, вызванного не только удачным синтезом детективного и фантастического жанров, но и высоким для того времени техническим уровнем спецэффектов и декораций» фильма. Он выделял интересный аудиовизуальный язык фильма. По его мнению, «в отличие от романа экранизация оказалась куда более востребованным продуктом» и сохраняет свою актуальность.